# Heydrichiáda

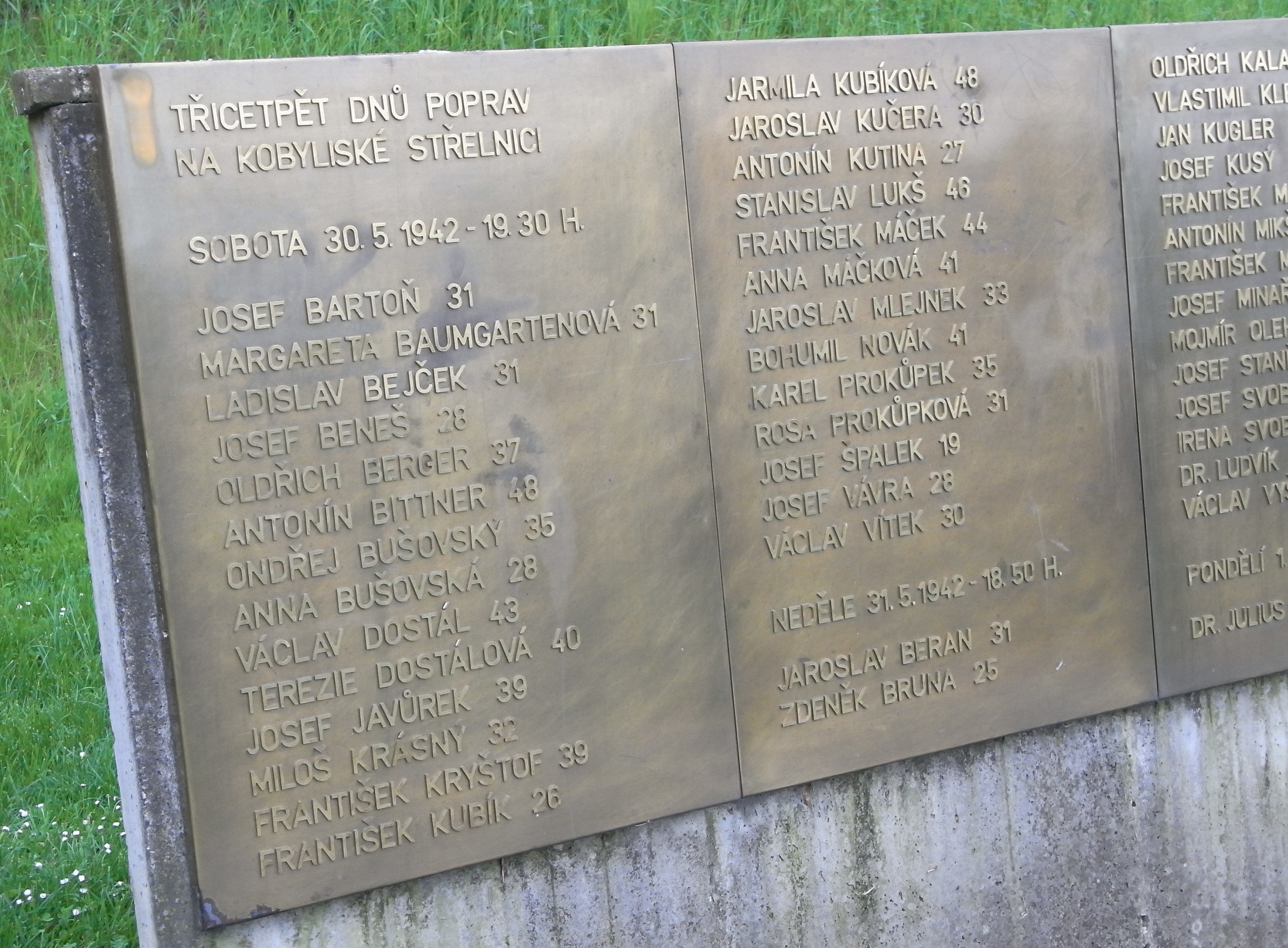
Seznam popravených na Kobyliské střelnici v Praze

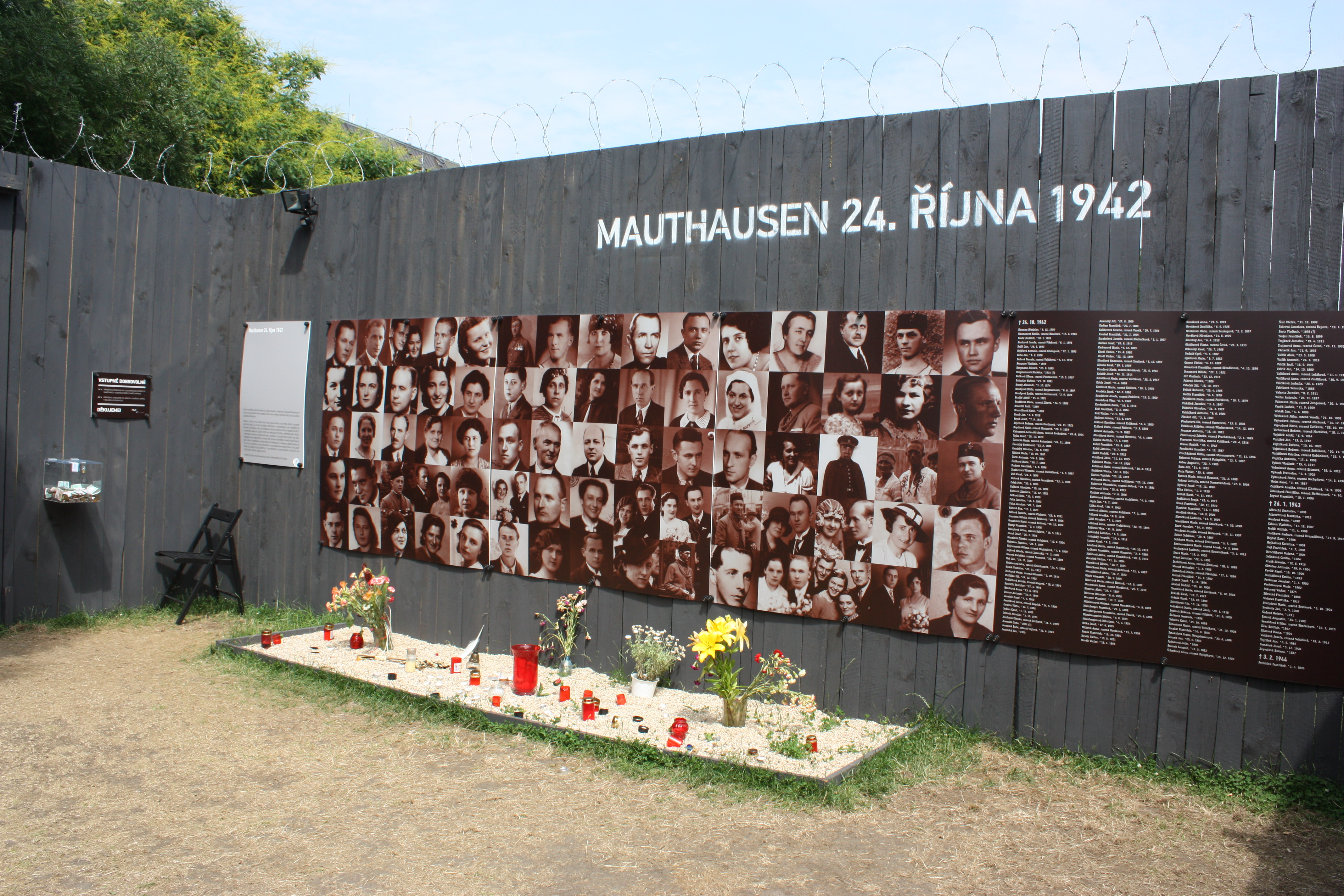
Příbuzní parašutistů a jejich spolupracovníci v počtu 262 osob byli hromadně popraveni 24. října 1942 v Mauthausenu

Heydrichiáda je souhrnný název pro období těžkých represí prováděných německými nacistickými okupanty během druhé světové války na území Protektorátu Čechy a Morava ve spojitosti s osobou zastupujícího říšského protektora Reinharda Heydricha. V české historické literatuře se většinou[zdroj?] rozlišuje první heydrichiáda (též první stanné právo), tedy období teroru spojené s Heydrichovým nástupem do funkce v roce 1941, a druhá heydrichiáda (též druhé stanné právo) pro období teroru po atentátu na Heydricha v roce 1942.

## První heydrichiáda
Heydrich do úřadu zastupujícího říšského protektora nastoupil 27. září 1941 s úkolem, aby zde potlačil sílící protinacistický odboj. Ihned vyhlásil stanné právo a nechal popravit řadu uvězněných účastníků odboje (mj. dřívější vůdce Obrany národa, činovníky Sokola) a také komunisty. Zatčen a odsouzen k smrti pro spolupráci s odbojem a s londýnskou vládou byl dosavadní předseda protektorátní vlády generál Alois Eliáš (toho si však Němci ponechali jako rukojmí a zastřelili ho na popravišti v Kobylisích až během druhé heydrichiády). Další lidé obvinění nebo podezřelí z účasti na odboji, kvůli černému obchodu nebo pouze pro „rušení veřejného pořádku“ byli masově zatýkáni a popravováni. Stanné právo bylo odvoláno až 19. ledna 1942 a současně byla jmenována nová protektorátní vláda v čele s Jaroslavem Krejčím.

## Druhá heydrichiáda
Heydrich zemřel 4. června 1942 na následky atentátu, který provedli 27. května 1942 příslušníci československé armády vycvičení a vyzbrojení ve Velké Británii Jozef Gabčík a Jan Kubiš. Již v den atentátu bylo opět vyhlášeno stanné právo (trvalo až do 3. července 1942). Jako odvetu za atentát na Heydricha okupační správa nechala během trvání stanného práva popravit asi 1600 obyvatel protektorátu, kteří se podle ní na útoku mohli podílet, nebo pomáhali odboji či jen atentát schvalovali (zhruba 540 z nich). Dalších 294 spolupracovníků a rodinných příslušníků parašutistů bylo popraveno po skončení stanného práva v Mauthausenu. Hned v den atentátu gestapo s příslušníky SS prohledávali byty po celé Praze a hledali atentátníky, či stopy, které by je k nim mohly dovést. Byla srovnána se zemí obec Lidice s 503 obyvateli (bylo podezření, že někteří z obyvatel Lidic tehdy atentátníkům pomáhali), obyvatelstvo bylo popraveno, nebo odvlečeno do koncentračních táborů, část malých dětí byla určena k poněmčení. Po válce se vrátilo z koncentračních táborů jen 143 lidických žen a po usilovném pátrání z Německa 17 dětí.
Dne 24. června 1942, 14 dní po vyhlazení Lidic, byla nacisty vypálena také obec Ležáky a její obyvatelé zavražděni, jako odplata za to, že v obci byla ukrývána vysílačka Libuše výsadku Silver A. Jedenáct dětí bylo transportováno do koncentračních táborů a dvě děti dány na převýchovu do Německa. Byly také na určitou dobu rozbity zbytky organizovaného domácího protifašistického odboje. Jozef Gabčík a Jan Kubiš se mezitím ukrývali v kryptě pravoslavného kostela Cyrila a Metoděje v Praze Resslově ulici s dalšími spolubojovníky (Adolf Opálka, Josef Valčík, Josef Bublík, Jan Hrubý, Jaroslav Švarc). 18. června 1942 byl však kostel obklíčen a parašutisté se po dlouhém boji odmítli vzdát, zvolili sebevraždu. Jan Kubiš zemřel na následky těžkého zranění při převozu do lazaretu SS v Praze-Podolí. Původně se měla skupina ukrývat v kostele jen krátce, ale Vlastimil Moravec jejich úkryt prozradil dříve, než mohli z kostela uniknout.
Po Čurdově zradě, který gestapu nejvíce pomohl, začala další vlna zatýkání. Představitelé pravoslavné církve, kteří poskytli úkryt parašutistům v chrámu sv. Cyrila a Metoděje, byli popraveni v září 1942. Většina spolupracovníků parašutistů zemřela často i s celými svými rodinami v koncentračním táboře Mauthausen. Tam za jediný den 24. října 1942 popravili 262 českých odbojářů.

## Oběti heydrichiády

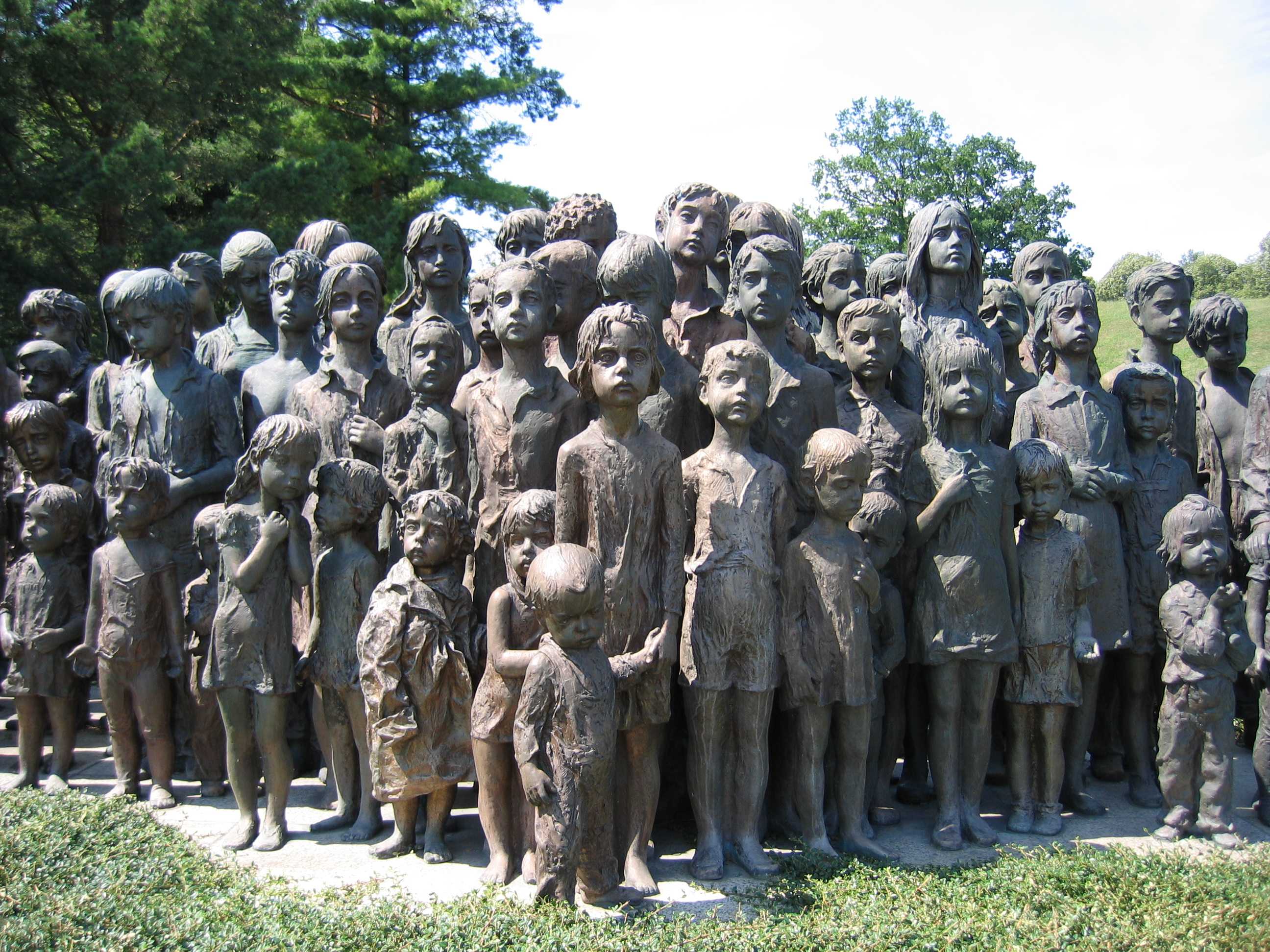
Sousoší 82 lidických dětí zavražděných v táboře Chełmno 2. července 1942

- Obyvatelé Lidic
- Obyvatelé Ležáků
- Josef Mašín
- Josef Líkař
- Vladislav Vančura
- Františka Plamínková
- Anna Letenská
- Jan Jesenský
- Jaroslav Rošický
- Bohumil Baxa

## Pachatelé
Šéf pražského gestapa v letech 1942–1945 Ernst Gerke, který byl strůjcem popravy 294 příbuzných a spolupracovníků parašutistů v koncentračním táboře Mauthausen, nebyl až do své smrti v západoněmeckém městě Bielefeld v roce 1982 nikdy postaven před soud, přestože Československo opakovaně žádalo o jeho vydání. SS-Obergruppenführer Karl Hermann Frank, rodák z Karlových Varů, byl popraven v roce 1946 v Praze.